# Joseph Nelis
Joseph Nelis (1 d'abril de 1917 - 12 d'abril de 1994) fou un futbolista belga.

## Selecció de Bèlgica
Va formar part de l'equip belga a la Copa del Món de 1938.